# 제이슨 펀천
제이슨 데이비드 이안 펀천(Jason David Ian Puncheon, 1986년 6월 26일 ~ )는 잉글랜드의 축구 선수이다. 현재 파포스에서 활약하고 있다.